# Burg Hattenheim
Die Burg Hattenheim ist die Ruine einer Burg bei Eltville am Rhein in der Dorfmitte des Stadtteils Hattenheim im Rheingau-Taunus-Kreis.

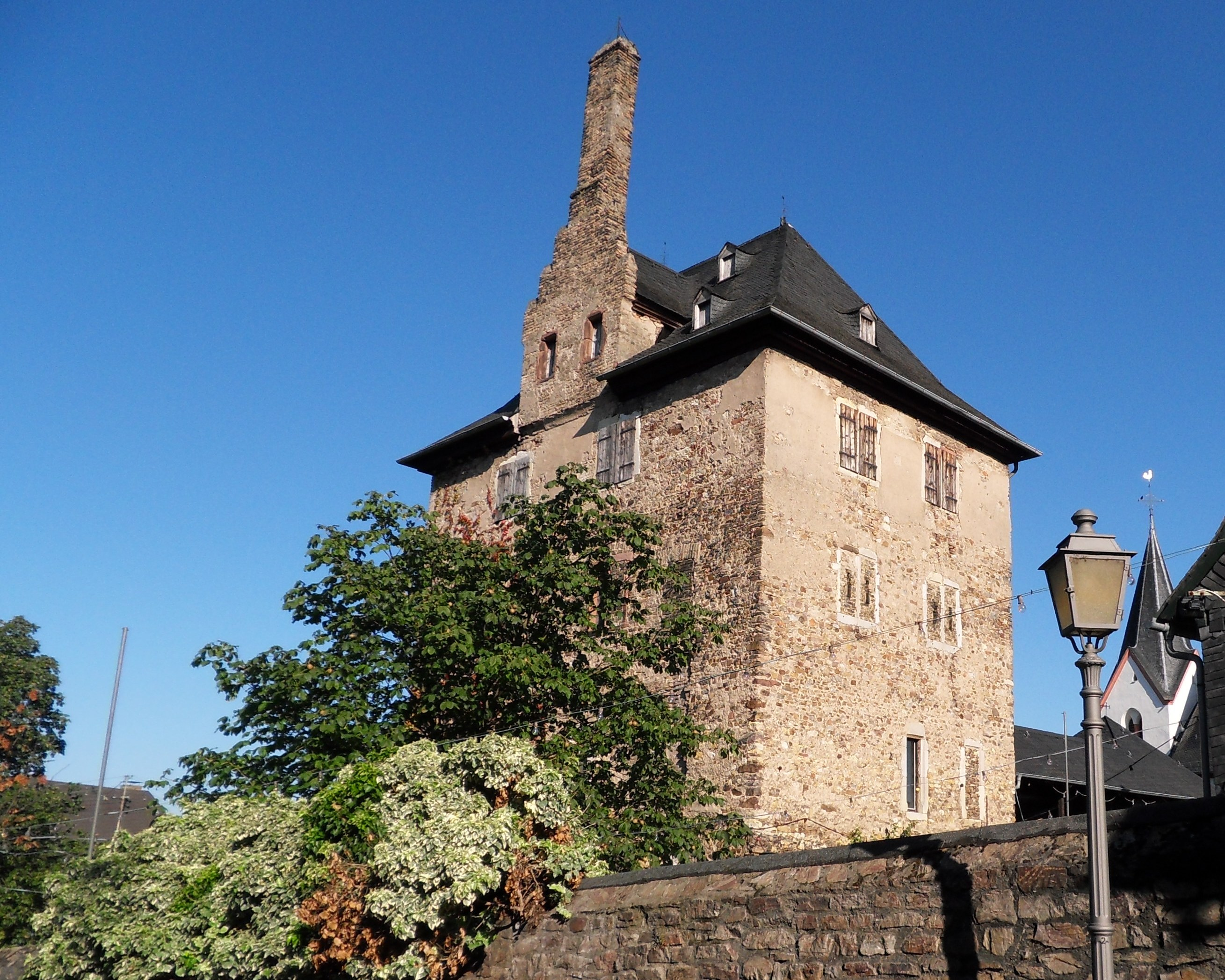
Burg Hattenheim

## Geschichte
Es ist davon auszugehen, dass vor dem Bau des Wohnturms die Burg aus einer kleineren befestigten Anlage bestanden hat und die Gründung der Burg um 1118 erfolgte. Die Burg war wahrscheinlich von einem bewässerten Burggraben umgeben, dem der in der Nähe vorbeifließende Leimersbach zur Bewässerung gedient haben könnte.
Die Besitzer waren ursprünglich die „Edlen von Hattenheim“. 1411 ging die Burg an die späteren Freiherrn Langwerth von Simmern über. 1464 belehnte Herzog Ludwig I. von Pfalz-Zweibrücken seinen Kanzler Johann Langwerth von Simmern für seine Dienste mit dem Hattenheimer Mannberg. Rund 300 Jahre diente die Hattenheimer Burg den Langwerth von Simmern als Wohn- und Stammsitz. 1711 bezog die Familie den Stockheimer Hof in Eltville. In den folgenden Jahrhunderten war die Burganlage dem Verfall preisgegeben, blieb jedoch im Bauzustand relativ unverändert erhalten. Im Volksmund sprach man nicht mehr von der Burg, sondern wenig respektvoll vom „Bau“.
1979 übernahm der Burg- und Verschönerungsverein Hattenheim e. V. die Burg als Erbbauberechtigter von den Freiherrn Langwerth von Simmern, die weiterhin Eigentümer sind. Seitdem wird die Burganlage für Veranstaltungen und Feste genutzt. Dabei ist die Burg auch für Privatveranstaltungen zu mieten.

## Anlage
Die Burg verfügt über einen viergeschossigen Wohnturm, der einen Zwerchbau (zwerch, veraltet = quer) mit Treppengiebeln trägt und mit seinem hohen Schornstein weit über die Dächer von Hattenheim herausragt.